# Omaggio a Roma
Omaggio a Roma è un documentario del 2009 diretto da Franco Zeffirelli.

## Trama
Il tenore Andrea Bocelli e l'attrice Monica Bellucci interpretano i protagonisti della Tosca di Giacomo Puccini. L'acqua è il filo conduttore.

## Produzione
Il costo della produzione, realizzata interamente a Roma, è stato di circa 750 000 euro. È stata utilizzata una macchina da presa digitale Red One per le riprese firmate dal direttore della fotografia Daniele Nannuzzi. La produzione degli effetti speciali visivi digitali è stata supervisionata da Pierfilippo Siena.

## Distribuzione
Il film, realizzato con la collaborazione del comune di Roma e del Ministero per il turismo, è stato presentato come evento speciale al Festival internazionale del film di Roma. Una versione ridotta a tre minuti verrà trasmessa sulle maggiori emittenti del mondo.